# Carl Santesson
Carl Harder Santesson, född 4 december 1885 i Torsåkers församling i Södermanland, död 22 juli 1959, var en svensk litteraturvetare. Han erhöll 1957 professors namn.
Hans föräldrar var godsägaren Harder Santesson och Ida Philipson. Santesson gifte sig 1931 med filosofie kandidat Dagny Stendahl (född 1893).
Santesson studerade vid Uppsala universitet där han 1909 blev filosofie kandidat, 1914 filosofie licentiat, 1920 docent i litteraturhistoria och 1921 filosofie doktor på en avhandling om Per Daniel Amadeus Atterboms ungdomsdiktning. Han var 1921–1938 amanuens vid Svenska Akademiens Nobelbibliotek.